# 春田重昭
春田 重昭（はるた しげあき、1940年8月25日 - ）は、日本の政治家。元公明党衆議院議員（6期）。

## 来歴
熊本県熊本市出身。1960年熊本県立熊本工業高等学校卒業。同年神戸電機入社。1967年から守口市議会議員、1975年に大阪府議会議員となり、翌1976年の第34回衆議院議員総選挙で旧大阪7区から立候補して初当選。6期務めた。1993年に引退した。